# Актюркоглу, Керем
Мухаммед Керем Актюркоглу (тур. Muhammed Kerem Aktürkoğlu; род. 21 октября 1998, Измит) — турецкий футболист, полузащитник клуба «Бенфика» и сборной Турции. Участник двух чемпионатов Европы (2020 и 2024).

## Клубная карьера
Актюркоглу — воспитанник клубов «Гёльджукспор», «Хисарейнспор» и «Истанбул Башакшехир». В 2015 году он был включён в заявку основной команды последнего. В 2016 году для получения игровой практики Керем был отдан в аренду в «Бодрумспор» из Третьей лиги Турции. В 2017 году вернулся из аренды, но не смог выиграть конкуренцию и по окончании сезона подписал контракт с «Караджабей Беледиеспор». Летом 2019 года Актюркоглу перешёл в «Эрзинджанспор». 1 сентября в матче против «Серик Беледиеспора» дебютировал за новую команду. 15 сентября в поединке против «Силивриспора» Керем забил свой первый гол за «Эрзинджанспор». 21 июля 2020 года в матче против «Артвин Хопаспора» он сделал хет-трик. По окончании сезона стал лучшим бомбардиром чемпионата.
В том же году Актюркоглу перешёл в «Галатасарай». 23 ноября в матче против «Кайсериспора» он дебютировал в турецкой Суперлиге. 5 декабря в поединке против «Хатайспора» Керем забил свой первый гол за «Галатасарай». 21 октября 2021 года в матче Лиги Европы против московского «Локомотива» он забил гол.
3 сентября 2024 года Актюркоглу перешёл в «Бенфику» по пятилетнему контракту за заявленную сумму в 12 миллионов евро, при этом клуб также получит 10 % от будущего трансфера, а сумма отступных была установлена на уровне 60 миллионов евро.
14 сентября Актюркоглу забил в своем дебютном матче за клуб, открыв счет в домашней победе 4:1 над «Санта-Кларой» в чемпионате. Он вновь забил в первом матче «Бенфики» в рамках кампании Лиги чемпионов 2024–25 годов, отметившись своим первым голом в этом турнире за клуб, открыв счет в их выездной победе 2:1 над «Црвеной звездой».

## Международная карьера
27 мая 2021 года в товарищеском матче против сборной Азербайджана Актюркоглу дебютировал за сборную Турции. В том же году Керем принял участие в чемпионате Европы. На турнире он был запасным и на поле не вышел.
8 октября 2021 года в отборочном матче чемпионата мира 2022 против сборной Норвегии Керем забил свой первый гол за национальную команду.
В 2024 году Актюркоглу во второй раз принял участие в чемпионате Европы в Германии. На турнире он сыграл в матчах против Грузии, Португалии, Чехии, Австрии и Нидерландов. В поединке против грузин Керем забил гол.

### Голы за сборную Турции
| #  | Дата            | Место                                                            | Противник  | Счёт | Результат | Соревнование                       |
| -- | --------------- | ---------------------------------------------------------------- | ---------- | ---- | --------- | ---------------------------------- |
| 1  | 8 октября 2021  | Фенербахче Шюкрю Сараджоглу, Стамбул, Турция                     | Норвегия   | 1:0  | 1:1       | Чемпионат мира 2022 квалификация   |
| 2  | 13 ноября 2021  | Башакшехир Фатих Терим, Стамбул, Турция                          | Гибралтар  | 1:0  | 6:0       | Чемпионат мира 2022 квалификация   |
| 3  | 16 ноября 2021  | Под Горицом, Подгорица, Черногория                               | Черногория | 1:1  | 1:2       | Чемпионат мира 2022 квалификация   |
| 4  | 25 марта 2023   | Республиканский стадион имени Вазгена Саркисяна, Ереван, Армения | Армения    | 1:2  | 1:2       | Чемпионат Европы 2024 квалификация |
| 5  | 15 октября 2023 | Конья Бююкшехир Беледие Стадиуму, Конья, Турция                  | Латвия     | 3:0  | 4:0       | Чемпионат Европы 2024 квалификация |
| 6  | 18 июня 2024    | Сигнал Идуна Парк, Дортмунд, Германия                            | Грузия     | 3:1  | 3:1       | Чемпионат Европы 2024              |
| 7  | 9 сентября 2024 | Стадион Гюрсель Аксел, Измир, Турция                             | Исландия   | 1:0  | 3:1       | Лига наций УЕФА 2024/2025          |
| 8  | 9 сентября 2024 | Стадион Гюрсель Аксел, Измир, Турция                             | Исландия   | 2:1  | 3:1       | Лига наций УЕФА 2024/2025          |
| 9  | 9 сентября 2024 | Стадион Гюрсель Аксел, Измир, Турция                             | Исландия   | 3:1  | 3:1       | Лига наций УЕФА 2024/2025          |
| 10 | 15 октября 2024 | Лёйгартальсвётлюр, Рейкьявик, Исландия                           | Исландия   | 2:4  | 3:1       | 2:4                                |

## Достижения
«Галатасарай»
- Победитель турецкой Суперлиги (2): 2022/23, 2023/24
- Обладатель Суперкубка Турции: 2023